# Filicudi
Filicudi is een vulkanisch eilandje (9,5 km²) in de Italiaanse gemeente Lipari, provincie Messina. De laatste uitbarsting was 35000 jaar geleden.
Het is een van de Eolische Eilanden.

## Externe link

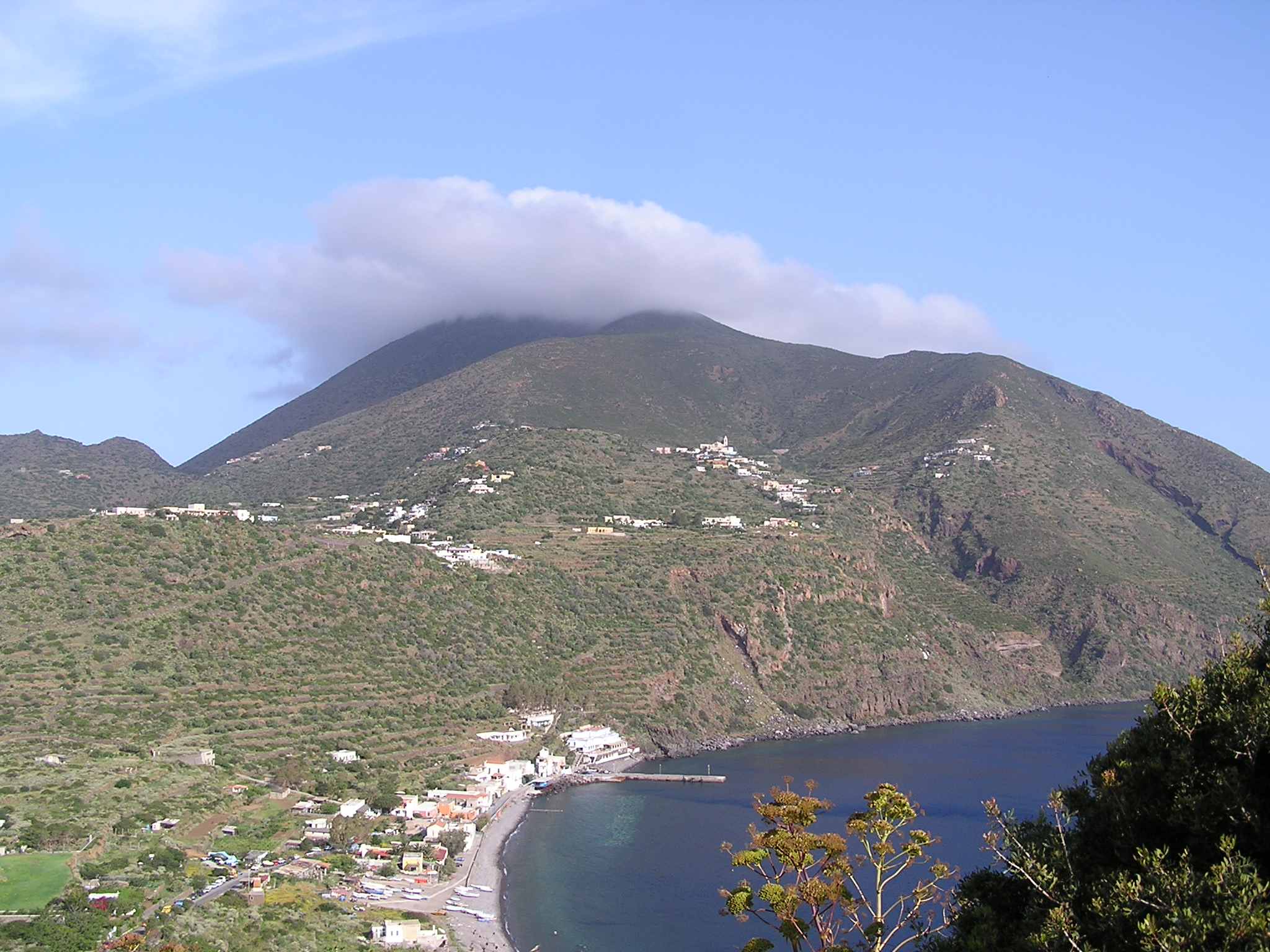
Filicudi